# Периссе, Жан-Клод
Жан-Клод Периссе (фр. Jean-Claude Périsset; род. 13 апреля 1939, Эставайе-ле-Лак, Швейцария) — швейцарский прелат, куриальный сановник и ватиканский дипломат. Титулярный епископ Аччии и секретарь-адъюнкт Папского Совета по содействию Христианскому единству с 18 ноября 1996 по 12 ноября 1998. Титулярный архиепископ Юстинианы Примы с 12 ноября 1998. Апостольский нунций в Румынии с 12 ноября 1998 по 15 октября 2007. Апостольский нунций в Молдавии с 22 марта 2003 по 15 октября 2007. Апостольский нунций в Германии с 15 октября 2007 по 21 сентября 2013.